# Вежа Герста

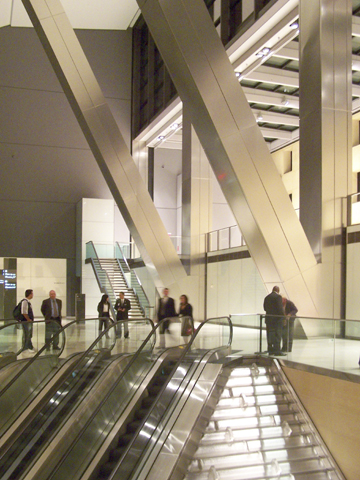
Інтер'єр вестибюля з «Cafe 57»

Вежа Ге́рста (англ. Hearst Tower) — хмародер у Нью-Йорку, спроєктований англійським архітектором Норманом Фостером. Штаб-квартира корпорації Герста.
У 20ті роки XX століття Вільям Рендольф Герст замовив проєкт штаб-квартири своєї компанії у Нью-Йорку Джозефові Урбану. У 1928 році за $2 млн було збудовано 6-ти поверховий будинок площею 3,700 м². Планувалося, що ця 6-поверхова будівля стане основою нового хмарочосу, проте Велика депресія відклала ці плани на невизначений термін. І лише 80 років потому, було добудовано 40 поверхів, та 4 травня 2006 відкрито Вежу Герста.
Вежа була спроєктована архітектором Норманом Фостером. Висота вежі — 182 м, 46 поверхів. У 2006 році хмарочос отримав нагороду Emporis Skyscraper Award, як найкращий хмарочос у світі, збудований в цьому році.

## Виноски
1. ↑  archINFORM — 1994.
2. ↑  New York Post. Архів оригіналу за 13 червня 2006. Процитовано 13 червня 2006. [Архівовано 2006-06-13 у Wayback Machine.]
3. ↑  Emporis Awards. Emporis. Архів оригіналу (html) за 10 липня 2011. Процитовано 17 січня 2007. [Архівовано 2011-07-10 у Wayback Machine.]